# Жуковская (станица)
Жуковская — станица в Дубовском районе Ростовской области. Административный центр Жуковского сельского поселения.
Население — 1292 (2010)

## История
Хутор Обливский (Жуков) станицы Филипповской упоминается в Списке населённых мест Земли войска Донского по сведениям за 1859 год. В 1859 году в хуторе имелось 95 дворов, проживало 223 души мужского и 230 женского пола. В 1873 году в хуторе Жуков проживало уже 427 душ мужского и 429 женского пола.
Согласно данным первой Всероссийской переписи населения 1897 года в хуторе проживало 682 души мужского и 714 женского пола.
Согласно алфавитному списку населенных мест Области войска Донского 1915 года в хуторе Жуков проживало 918 души мужского и 878 женского пола, имелись хуторское правление, приходское училище, Покровская церковь (построена в 1871 году), церковно-приходская школа.
К 1926 году хутор Жуков был получил статус станицы. Согласно Всесоюзной переписи населения 1926 года в станице Жуковской Жуковского сельсовета Цымлянского района Сальского округа Северо-Кавказского края проживало 1104 человека, из них великороссов — 1087.

## География
До заполнения Цимлянского водохранилища станица на границы поймы Дона и Ергенинской возвышенности, между станицами Баклановской и Подгоренской. В начале 1950-х станица была перенесена на новое место, чуть выше по склону. В настоящее время станица расположена на берегу залива Жуковское убежище Цимлянского водохранилища, на высоте около 60 метров над уровнем моря. Рельеф местности холмисто-равнинный, развита овражно-балочная сеть. Почвы тёмно-каштановые солонцеватые и солончаковые и солонцы (автоморфные).
По автомобильным дорогам расстояние до областного центра города Ростова-на-Дону составляет 270 км, до районного центра села Дубовское — 39 км, до ближайшего города Волгодонска — 29 км.
Часовой пояс
Жуковская, как и вся Ростовская область, находится в часовой зоне МСК (московское время). Смещение применяемого времени относительно UTC составляет +3:00.

## Население
Динамика численности населения
| 1859 | 1873 | 1897 | 1915 | 1926 |
| ---- | ---- | ---- | ---- | ---- |
| 453  | 856  | 1396 | 1796 | 1104 |

| 1989 | 2002  | 2010  |
| ---- | ----- | ----- |
| 1121 | ↗1364 | ↘1292 |

## Улицы
| - пер. Парковый, - пер. Чайковского, - ул. Гагарина, - ул. Дружбы Народов, - ул. Кирова, - ул. Коммунистическая, | - ул. Комсомольская, - ул. Краснопартизанская, - ул. Ленина, - ул. Молодёжная, - ул. Октября, - ул. Победы, | - ул. Приморская, - ул. Садовая, - ул. Степная, - ул. Школьная. - ул. Матросова |